# Takis Nikoludis
Dimitrios „Takis” Nikoludis (grec.Τάκης Νικολούδης; ur. 26 sierpnia 1951 w Salonikach) – grecki piłkarz grający na pozycji pomocnika.

## Kariera klubowa
Takis Nikoludis karierę piłkarską rozpoczął w Iraklisie Saloniki na początku lat siedemdziesiątych. W 1976 roku osiągnął największy sukces w historii Iraklisu w postaci zdobycia Puchar Grecji. W tym samym roku przeszedł do AEK-u Ateny. Z AEK-iem zdobył dwukrotnie zdobył mistrzostwo Grecji w 1978 i 1979 roku oraz Puchar Grecji w 1978 roku. W latach 1979–1982 występował w Olympiakosu Pireus. Z Olympiakosem trzykrotnie zdobył mistrzostwo Grecji w 1980, 1981, 1982 oraz Puchar Grecji w 1981 roku. W latach 1982–1984 ponownie występował w AEK, z którym zdobył swój czwarty Puchar Grecji w 1983 roku. Ostatnim klubem w karierze Nikoludisa był Apollon Kalamaria, w którym grał latach 1984–1986.

## Kariera reprezentacyjna
W reprezentacji Grecji Takis Nikoludis występował w latach 1971–1980. W 1980 roku uczestniczył w Mistrzostwach Europy 1980, który był pierwszym międzynarodowym sukcesem w historii greckiego futbolu reprezentacyjnego. Na Euro 80 Nikoludis wystąpił w zremisowanym 0-0 meczu grupowym z RFN. Ogółem w reprezentacji Hellady wystąpił w 22 meczach i strzelił 4 bramki.